# Sharra's Exile
Sharra's Exile (cu sensul de Exilul Sharrei) este un roman științifico-fantastic (de fantezie științifică) din 1981 al scriitoarei americane Marion Zimmer Bradley. 
Face parte din Seria Darkover care are loc pe planeta fictivă Darkover din sistemul stelar fictiv al unei gigante roșii denumită Cottman. Planeta este dominată de ghețari care acoperă cea mai mare parte a suprafeței sale. Zona locuibilă se află la doar câteva grade nord de ecuator. Sharra este o armă antică matricială la care se închină Forge-Folk,  principalii mineri și lucrători ai metalelor de pe Darkover care pot manipula Sharra fără a provoca catastrofe.
Sharra's Exile este o rescriere a romanului The Sword of Aldones (1962) și este o continuare directă a evenimentelor din The Heritage of Hastur.

## Vezi și
- 1981 în științifico-fantastic